# Saint-Sulpice-de-Faleyrens
Saint-Sulpice-de-Faleyrens är en kommun i departementet Gironde i regionen Nouvelle-Aquitaine i sydvästra Frankrike. Kommunen ligger i kantonen Libourne som tillhör arrondissementet Libourne. År 2022 hade Saint-Sulpice-de-Faleyrens 1 331 invånare.

## Befolkningsutveckling
Antalet invånare i kommunen Saint-Sulpice-de-Faleyrens
Referens:INSEE